# Мустаганами, Ахлям
Ахлям Мустаганами (араб. أحلام مستغانمي‎) — алжирская писательница и поэтесса, которую называют «наиболее известной из арабских романистов». Родилась в Тунисе, в семье политического и революционного деятеля, Мухаммада Шерифа. Первая алжирская писательница, чьи работы были переведены на английский язык. Артист ЮНЕСКО во имя мира (2016).

## Биография
Когда родилась Ахлям Мустаганами, её отец отбывал срок за революционную деятельность. Во время войны в Алжире 1954 года, семейное поместье Мустаганами в Тунисе стало своего рода штаб-квартирой алжирских борцов за независимость, которые называли себя Партией алжирского народа, в состав которой входили также отец и братья писательницы. После обретения Алжиром независимости в 1962 году, семья вернулась на родину, где Ахлям пошла в первую школу с преподаванием на арабском языке. В период правления оккупационной власти обучение велось только на французском, арабский был запрещен.
В конце 1960-х годов и в начале семидесятых, Ахлям Мустаганами стала одной из первых алжирских арабоязычных авторов, декламирующих свою поэзию на национальном радио, дабы морально поддержать свою семью и больного отца. Молодой литератор получила степень бакалавра по арабской литературе в университете города Алжира в 1973 году, где в это же время опубликовала свой первый поэтический сборник, «На пристани дней» (على مرفأ الأيام).
В 1982 году защитила кандидатскую диссертацию по социологии в университете Сорбонны в Париже, куда писательница переехала в конце семидесятых годов. В Париже Ахлям Мустаганами познакомилась с ливанским журналистом, вышла за него замуж, после чего молодая семья переехала в Бейрут, где в 1993 увидел свет первый роман писательницы, «Память тела» (ذكرات الجسد). На сегодняшний день данное произведение выдержало свыше 30 изданий и продано тиражом более миллиона копий по всему арабскому миру. На английский роман переведен в 2000 году Американским университетом в Каире, после того как «Память тела» получила в 1998 году медаль имени Нагиба Махфуза по литературе.
Сейчас[когда?] Ахлям Мустаганами живёт в Бейруте (Ливан), с мужем и тремя детьми.

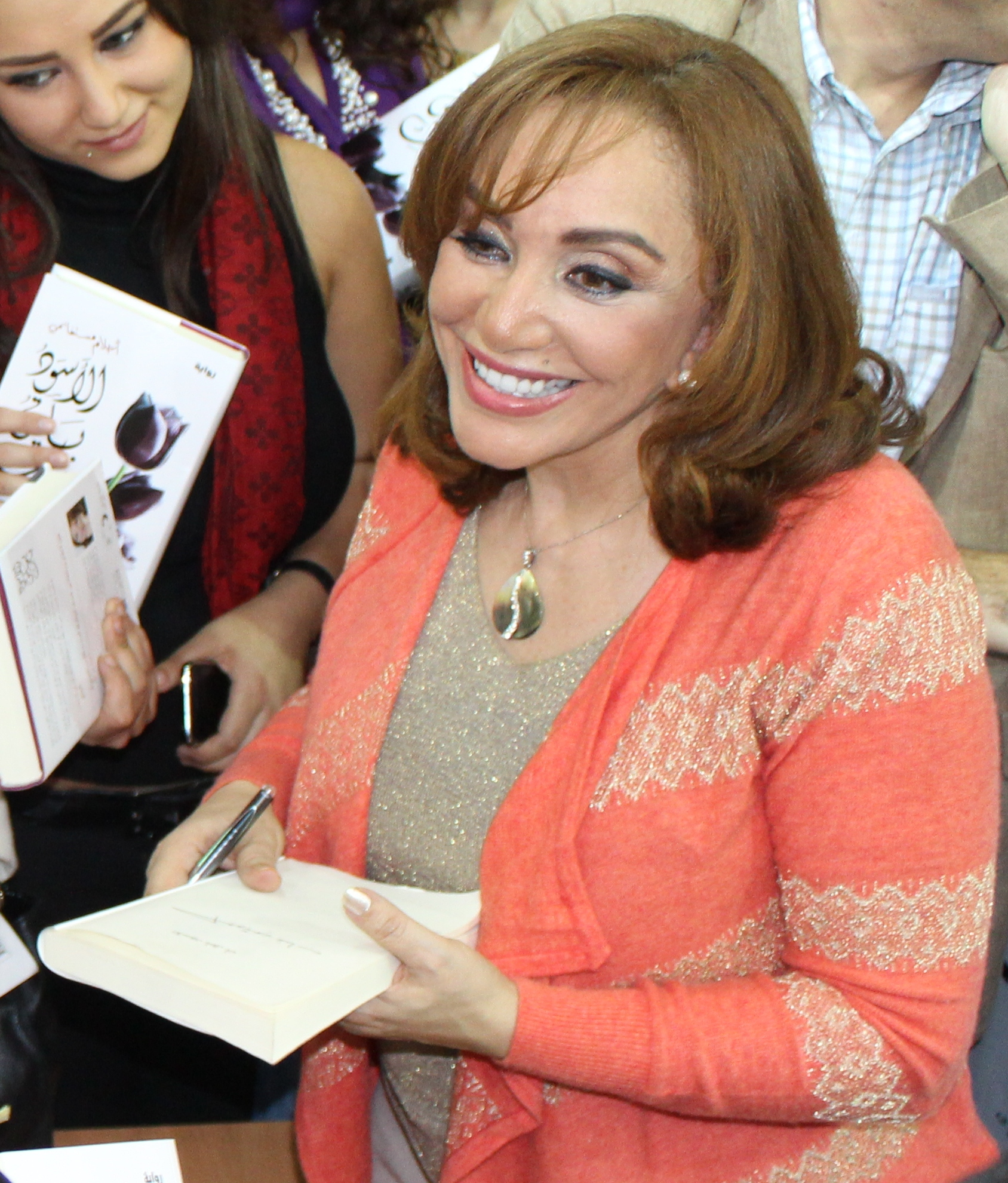
Ахлям Мустаганами на Бейрутской книжной ярмарке 2012 года

## Творческое наследие
- «На пристани дней», 1973 (على مرفأ الأيام).
- «Память тела», 1993 (ذاكرة الجسد).
- «Хаос чувств», 1997 (فوضى الحواس).
- «Проходящий через постель», 2003 (عابر سرير).
- «Чёрный тебе идет», 2012 (الاسود يليق بك).